# Selección masculina de rugby 7 de Corea del Sur
La selección masculina de rugby 7 de Corea del Sur  es el equipo nacional de la modalidad de rugby 7 regulado por la Korea Rugby Union para competir en la Copa del Mundo, en la Serie Mundial y en torneos asiáticos.

## Palmarés
- Juegos Asiáticos (2): 1998, 2002
- Asian Sevens Series (1): 2010
- Torneo Preolímpico Asiático (1): 2019

## Participación en copas
| - Edimburgo 1993: 11.º puesto - Hong Kong 1997: 5.º puesto - Mar del Plata 2001: 13.º - Hong Kong 2005: 21.º - Dubái 2009: no clasificó - Moscú 2013: no clasificó - San Francisco 2018: no clasificó - Ciudad del Cabo 2022: 21.º puesto - Serie Mundial 99-00: 22.º puesto (0 pts) - Serie Mundial 00-01: 11.º puesto (14 pts) - Serie Mundial 01-02: no clasificó - Serie Mundial 02-03: 17.º puesto (2 pts) - Serie Mundial 03-04: no clasificó - 2004-05 al 2006-07: no participó - Serie Mundial 07-08: 18.º puesto (0 pts) - Serie Mundial 08-09: 17.º puesto (0 pts) - Serie Mundial 09-10: 13..eɽ puesto (0 pts) - 2010-11 al 2014-15: no clasificó - Serie Mundial 15-16: 18.º puesto (1 pts) - Serie Mundial 16-17: 19.º puesto (1 pts) - Serie Mundial 17-18: 21..eɽ puesto (1 pts) - Serie Mundial 18-19: no clasificó - Serie Mundial 19-20: 17.º puesto (1 pts) - Challenger Series 2022: 12° puesto - Challenger Series 2023: 11° puesto | - Clasificatorio a Río 2016: 13..er puesto - Río 2016: no clasificó - Tokio 2020: 12.º puesto - Bangkok 1998: 1º puesto - Busan 2002: 1º puesto - Doha 2006: 2º puesto - Guangzhou 2010: 3º puesto - Incheon 2014: 3º puesto - Yakarta - Palembang 2018: 3º puesto - Asian Sevens Series 2009: 2.° puesto - Asian Sevens Series 2010: Campeón - Asian Sevens Series 2011: 5.° puesto - Asian Sevens Series 2012: 5.° puesto - Asian Sevens Series 2013: 4.° puesto - Asian Sevens Series 2014: 2.° puesto - Asian Sevens Series 2015: 3..eɽ puesto - Asian Sevens Series 2016: 3..eɽ puesto - Asian Sevens Series 2017: 3..eɽ puesto - Asian Sevens Series 2018: 6.° puesto - Asian Sevens Series 2019: 5.° puesto - Asian Sevens Series 2021: 2.° puesto |